# Олександр Обухов (тральщик)
БТ-730 «Олександр Обухов» (рос. БТ-730 «Александр Обухов») — російський тральщик проєкту 12700.

## Історія побудови
Спроектований Центральним морським конструкторським бюро «рос. Алмаз» для потреб військово-морського флоту РФ. Закладений 22 вересня 2011 року на Середньо-Невському суднобудівному заводі у Санкт-Петербурзі, на воду спущений 27 червня 2014 року. Названий на честь капітана 1-го рангу, Героя СРСР Обухова Олександра Опанасовича.

## Історія служби
9 грудня 2016 року був переданий ВМФ Росії.
14 травня 2017 року прибув до місця постійного базування до Балтійська.
В жовтні 2024 року корабель було виведено з ладу внаслідок операції ГУР МО. Тральщик відправили на капітальний ремонт, оскільки в газоході двигуна було виявлено отвір.